# Giselda Leirner
Giselda Leirner (São Paulo, 1928) est une artiste plasticienne, écrivaine et illustratrice brésilienne. Elle est la fille de la sculptrice Felícia Leirner, la sœur de Nelson Leirner et la mère de Sheila Leirner et Laurence Klinger. 
Elle assiste aux cours de grands artistes comme Emiliano Di Cavalcanti, Yolanda Mohalyi ou Poty Lazarotto et à l'Art Students League et la Parson School of Design in New York. Ses œuvres sont dans des musées comme le Museu de Arte de São Paulo (Masp), le Musée de Jérusalem, etc. 
Elle a une 2e licence de philosophie par l'Université de São Paulo, avec un master de la philosophie de la religion.

## Livres
- A Filha de Kafka, contos, Ed. Massao Hono, Brasil (trad. fr. de Monique Le Moing : La Fille de Kafka, éd. Joëlle Loesfeld, Gallimard)
- Nas Aguas do mesmo Rio, Ateliê Editora, Brasil
- O Nono Mês, Brasil